# Val di Forfora
La Val di Forfora, il cui nome deriverebbe da Furfalo o Forfale, è una zona montana Toscana dell'Appennino pistoiese, situata nel territorio del comune di San Marcello Piteglio e, con minore estensione, nel comune di Marliana. 
La vallata confina con la Valleriana e la Val di Liesina, ed è parallela alla Val di Torbola. A nord, il confine con la Val di Liesina è marcato dal monte Aquilano (1 107 metri s.l.m.), dove è situato il borgo di Bastia. Ad ovest, il confine con la Valleriana è delimitato dal torrente Panzine, confine tra i territori dei comuni di San Marcello Piteglio e Pescia. I borghi che fanno parte di questa vallata sono Calamecca, Crespole, Lanciole, Macchia Antonini, Casa di Monte, Bastia e Serra Pistoiese. La Serra Pistoiese è l'unico paese della Val di Forfora facente parte del comune di Marliana, ma l'antico paese si trova sullo spartiacque dello sprone che da Calamecca scende verso la Pescia di Pescia.
In Val di Forfora, a quota 900 metri s.l.m., nasce e scorre uno dei due rami maggiori del fiume Pescia, il torrente Pescia di Calamecca, che si unisce al ramo proveniente dalla Val di Torbola in prossimità del paese Ponte di Sorana.